# 후도오카정
후도오카정(不動岡町)은 사이타마현의 북서부, 기타사이타마군에 존재했던 정이다. 

## 지리
- 현재의 가조시에 해당한다.

## 역사
- 1879년 - 기타사이타마군에 소속되었다.
- 1889년 4월 1일 - 정촌제 시행에 의해 기타사이타마군 후도카와촌이 성립하였다.
- 1928년 11월 1일 - 정으로 승격해 후도오카정이 되었다.
- 1954년 5월 3일 - 가조 정,  미쓰마타 촌, 라이하 촌, 오쿠와 촌, 미즈후카 촌, 히야리카와 촌, 시다미 촌과 합병해 가조시가 되어, 후도오카정의 오아자는 가조시에 계승되었다.

## 참고문헌
- 「角川日本地名大辞典」編纂委員会『角川日本地名大辞典 11 埼玉県』角川書店、1980年7月8日。ISBN 4040011104。